# George Pușcaș
George Alexandru Pușcaș (Marghita, 8 april 1996) is een Roemeens voetballer die doorgaans als aanvaller speelt. Hij verruilde Internazionale in augustus 2019 voor Reading. Pușcaș debuteerde in 2018 in het Roemeens voetbalelftal.

## Clubcarrière
Pușcaș speelde in de jeugd van Liberty Oradea. Hij kwam in het seizoen 2013/14 op huurbasis uit voor Internazionale. In de zomer maakte hij definitief de overstap naar Milaan. Tijdens het seizoen 2014/15 maakte Pușcaș veertien doelpunten in zes wedstrijden voor Inter Primavera, het hoogste jeugdelftal van Internazionale. Inter verhuurde hem in augustus 2015 voor een jaar aan AS Bari.

## Clubstatistieken
| Seizoen | Club             | Competitie   | Competitie | Competitie | Beker | Beker | Internationaal | Internationaal | Totaal | Totaal |
| Seizoen | Club             | Competitie   | Wed.       | Dlp.       | Wed.  | Dlp.  | Wed.           | Dlp.           | Wed.   | Dlp.   |
| ------- | ---------------- | ------------ | ---------- | ---------- | ----- | ----- | -------------- | -------------- | ------ | ------ |
| 2012/13 | Liberty Oradea   | Liga V       | —          | —          | —     | —     | —              | —              | 0      | 0      |
| 2012/13 | → Bihor Oradea   | Liga 2       | 13         | 2          | 0     | 0     | —              | —              | 13     | 2      |
| 2013/14 | → Internazionale | Serie A      | 0          | 0          | 0     | 0     | —              | —              | 0      | 0      |
| 2014/15 | Internazionale   | Serie A      | 4          | 0          | 2     | 0     | 1              | 0              | 7      | 0      |
| 2015/16 | → AS Bari        | Serie B      | 17         | 5          | 1     | 0     | —              | —              | 18     | 5      |
| 2016/17 | → Benevento      | Serie B      | 21         | 7          | 1     | 0     | —              | —              | 22     | 7      |
| 2017/18 | → Benevento      | Serie A      | 11         | 1          | 1     | 0     | —              | —              | 12     | 1      |
| 2017/18 | → Novara         | Serie B      | 19         | 9          | 0     | 0     | —              | —              | 19     | 9      |
| 2018/19 | → US Palermo     | Serie B      | 33         | 9          | 0     | 0     | —              | —              | 33     | 9      |
| 2019/20 | Reading          | Championship | 17         | 6          | 2     | 1     | —              | —              | 19     | 7      |
| Totaal  | Totaal           | Totaal       | 135        | 39         | 7     | 1     | 1              | 0              | 143    | 40     |

Bijgewerkt t/m 1 december 2019

## Interlandcarrière
Pușcaș maakte deel uit van verschillende Roemeense nationale jeugdselecties. Hij nam met Roemenië –21 deel aan het EK –21 van 2019. Pușcaș debuteerde op 31 mei 2018 in het Roemeens voetbalelftal, tijdens een met 3–2 gewonnen oefeninterland thuis tegen Chili. Zijn eerste interlanddoelpunt volgde op 17 november 2018. Hij maakte toen de 1–0 in een met 3–0 gewonnen wedstrijd in de UEFA Nations League tegen Litouwen. Hij werd op 7 juni 2024 door bondscoach Edward Iordănescu opgenomen in de Roemeense selectie voor het EK 2024 in Duitsland. Roemenië werd groepswinnaar van een groep met Oekraïne, België en Slowakije, waarna het in de achtste finales werd uitgeschakeld met een 0–3 nederlaag tegen Nederland. Pușcaș kwam op het toernooi in actie tegen Oekraïne en Slowakije.
1 Button ·
2 Mola ·
3 Holmes ·
4 Elliott ·
5 Mclntyre ·
6 Dean ·
7 Knibbs ·
8 Savage ·
9 Ballard ·
10 Smith ·
11 Azeez ·
12 Mukairu ·
14 Ejaria ·
15 Ehibhatiomhan ·
17 Yiadom  ·
18 Guinness-Walker ·
22 Pereira ·
23 Hutchinson ·
27 Mbengue ·
29 Wing ·
31 Boyce-Clarke ·
Coach: Sellés
1 Niță ·
2 Rațiu ·
3 Drăgușin ·
4 Rus ·
5 Nedelcearu ·
6 M. Marin ·
7 Alibec ·
8 Cicâldău ·
9 Pușcaș ·
10 Hagi ·
11 Bancu ·
12 Moldovan ·
13 Mihăilă ·
14 Olaru ·
15 Burcă ·
16 Târnovanu ·
17 Coman ·
18 R. Marin ·
19 Drăguș ·
20 Man ·
21 Stanciu  ·
22 Mogoș ·
23 Sorescu ·
24 Racovițan ·
25 Bîrligea ·
26 Șut ·
Coach: Iordănescu